# Нафтогазоносна світа
Нафтогазоносна світа (рос. нефтегазоносная свита, англ. oil and gas bearing formation, oil-and-gas bearing suite, нім. erdöl- und erdgasführende Folge f ) – потужна товща порід регіонального або ареального поширення, що утримують нафтові і (або) газові пласти. Потужність Н.с. вимірюється сотнями (інколи більше) метрів. Світа включає колектори, флюїдоупори і часто нафтогазоматеринські породи. 
За літологічним складом Н.с. може бути теригенною, карбонатною або комбінованою (з перешаровуванням цих пластів), включати вулканогенні і інші породи. Світа може відповідати ярусу, відділу, системі або охоплювати частини цих стратиграфічних підрозділів. Н.с. отримують назви за місцем їх локалізації, особливостями складу, палеонтологічною характеристикою і ін. ознаками.

## Приклади
Велика товща порід (потужність — сотні метрів) регіонального або ареального поширення, що утримують нафтові і газові пласти: Світа Араб (Саудівська Аравія), Світа Бурган (родовище «Великий Бурган», Кувейт), Світа Ратаві (Ірак), Світа Фарсі (Іран).